# Wasserfuhr (Gummersbach)
Wasserfuhr ist ein Ortsteil der Stadt Gummersbach im Oberbergischen Kreis im südlichen Nordrhein-Westfalen.

## Lage und Beschreibung
Der Ort befindet sich rund ein Kilometer nordwestlich des Gummersbacher Stadtzentrums in ländlicher Umgebung. Durch Wasserfuhr fließt der Rospebach.
Nachbarorte sind Gummeroth, Windhagen und Steinenbrück.

## Geschichte
1542 wurde der Ort das erste Mal urkundlich erwähnt und zwar wird ein „Kaesper yn der Wasserfoyr“ in der Türkensteuerliste genannt. Die Schreibweise der Erstnennung lautet Wasserfoyr.
Der Ort Wasserfuhr gehörte bis 1806 zur Reichsherrschaft Gimborn-Neustadt.